# Victoria-Zeitung
Die Victoria-Zeitung war die Zeitung des Victoria Versicherungskonzernes.

## Geschichte

### Anfangsjahre bis zum Zweiten Weltkrieg
Die Zeitung erschien erstmals 1882 unter dem Titel Victoria-Versicherungszeitung für den Interessentenkreis der Victoria zu Berlin und wurde 1889 zunächst wieder eingestellt.
Ab 1898 erschien die Zeitung wieder monatlich, diesmal unter dem Titel Monatsblätter für Versicherungswesen – Organ der Victoria. 1922 wurde ihr Erscheinen erneut eingestellt, 1925 jedoch wieder aufgenommen. 1939 musste die Zeitung wegen Papierbeschränkung ihr Erscheinen abermals einstellen.
1933 erschien als Beilage der Zeitung eine Festschrift zu 80 Jahren Victoria-Versicherung. Zudem wurden anlässlich des Jubiläums die Monatsblätter nun in besonderer Aufmachung herausgegeben.
Das Erscheinen ist von 1902 bis 1939 im Katalog der Deutschen Nationalbibliothek nachgewiesen.

### Nach dem Zweiten Weltkrieg
1949 erschien erstmals wieder die Hauszeitung mit dem neuen Titel Rundbrief. Im Jahre 1986 erfolgte dann die Umbenennung des Rundbriefes in rundum.
Die Victoria-Hauszeitung wird bis heute – seit der Konzernumstrukturierung bei der Ergo Versicherungsgruppe – herausgegeben und nennt sich inzwischen Rundum-Nachrichten – Für Vertriebspartner, Mitarbeiter und Führungskräfte der Ergo Victoria und D.A.S.